# Poznikovo
Poznikovo este o localitate din comuna Velike Lašče, Slovenia, cu o populație de 17 locuitori.